# 도나미역
도나미역(일본어: 砺波駅)은 일본 도야마현 도나미시에 위치한 서일본 여객철도 조하나 선의 철도역이다. 상대식 승강장 2면 2선의 구조를 갖춘 지상역이다.

## 타는 곳
| 1 | ■ 조하나 선 | 상행 | 다카오카 방면 |
| 2 | ■ 조하나 선 | 하행 | 조하나 방면   |

## 이용 현황
| 승차 인원 추이 | 승차 인원 추이 |
| 연도           | 1일 평균       |
| -------------- | -------------- |
| 1997           | 1,344          |
| 1998           | 1,328          |
| 1999           | 1,310          |
| 2000           | 1,331          |
| 2001           | 1,246          |
| 2002           | 1,225          |
| 2003           | 1,166          |
| 2004           | 1,168          |
| 2005           | 1,127          |
| 2006           | 1,106          |
| 2007           | 1,075          |
| 2008           | 1,074          |
| 2009           | 1,006          |
| 2010           | 989            |
| 2011           | 1,026          |
| 2012           | 1,079          |
| 2013           | 1,130          |
| 2014           | 1,079          |

## 역 주변
- 국도 제156호선 · 국도 제359호선
- 호쿠리쿠 자동차도 도나미 나들목
- 시립 도나미 종합 병원
- 도나미 시립 도서관
- 도나미 튤립 공원
- 도나미 시 미술관
- 도나미 향토 자료관
- 도나미 시 문화회관

## 인접 역
| 조하나 선              | 조하나 선   | 조하나 선                |
| ---------------------- | ----------- | ------------------------ |
| 아부라덴 다카오카 방면 | ■ 조하나 선 | 히가시노지리 조하나 방면 |